# Zhijiang (Huaihua)
Zhijiang (en chino, 芷江; pinyin, Zhǐjiāng (escuchar)ⓘ) es un condado autónomo bajo la administración directa de la Prefectura Huaihua en la Provincia de Hunan, República Popular China.  Su área es de 2094 km² y su población total para 2010 superó los 380 mil  habitantes. 

## Administración
Desde enero de 2025, el condado Zhijiang se divide en 18 pueblos que se administran en 9 poblados y 9 villas.

## Toponimia
El topónimo Zhijiang [/zhi-chiáng/] se compone de los sinogramas Zhi (nombre propio) y Jiang (río).
En el año 1736 durante la dinastía Qing, se estableció el Condado Zhijiang.Su nombre proviene de la cita clásica "El río Li tiene orquídeas, y el río Yuan tiene Zhis (flores fragantes)" del poeta Qu Yuan.
Como las otras regiones autónomas, se caracteriza por estar asociada a un grupo étnico minoritario, en este caso, los dong . La región recibió la condición de "autónomo" cuando se estableció el Condado autónomo dong de Zhijiang en 1986.